# Yannick Gozzoli
Pour l’article homonyme, voir Benozzo Gozzoli.
Yannick Gozzoli est un joueur d'échecs français né le 2 juin 1983 à Marseille. 
Au 14 octobre 2022, il est le 9e joueur français et le 283e joueur mondial avec un classement Elo de 2 578 points. Il a atteint son meilleur classement Elo en partie classique, avec 2633 points, en mars 2019.
Il remporte le championnat de France d'échecs 2023 à Alpe d'Huez en battant Romain Édouard en finale. Il annonce alors prendre sa retraite des compétitions individuelles professionnelles.

## Biographie et carrière
Il commence à jouer à l'âge de 10 ans, et s'inscrit au club d'échecs de Vitrolles en septembre 1994. À 14 ans, il atteint 2225 points Elo en partie classique.
Champion de France junior en 2002, Yannick Gozzoli a reçu le titre de maître international en 2003 et celui de grand maître international en 2012.

### Clubs d'échecs
De 2004 à 2006, il joue pour le club d'échecs de Cannes. En 2005, il arrête ses études de lettres et de langues pour se consacrer aux échecs.
Il est recruté en 2006 par le club Marseille Échecs, où il devient entraîneur et dont il devient ensuite le président.
En septembre 2022, il devient membre du club aixois l’Échiquier du Roy René et y rejoint l'équipe chargée de la formation, de la pédagogie et du développement du club.

### Champion de France
Il finit cinquième du championnat de France d'échecs en 2015 puis deuxième en août 2016 et 3e-4e en 2017. En août 2018, Gozzoli finit premier à égalité avec Romain Édouard et Tigran Gharamian, avant de perdre les départages et de terminer donc le championnat avec la médaille de bronze.
En novembre 2018, Gozzoli remporte le Grand Prix open du Cap d'Agde avec 7,5 points sur 9, devant Jules Moussard.
En août 2023, il remporte le championnat de France en battant en finale Romain Édouard. Il annonce alors prendre sa retraite des compétitions professionnelles individuelles, pour se consacrer à d'autres objectifs, comme l'organisation de tournois et la création de contenus,.